# 이응태 묘 출토 언간

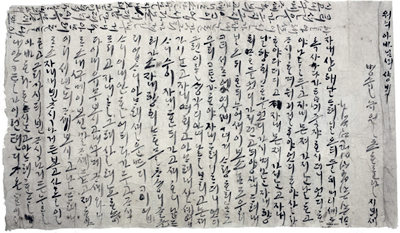
탁본

이응태 묘 출토 언간, 또는 원이 어머니 편지는 원이 어머니가 남편 이응태를 사별하며 쓴 편지이다. 1998년 발굴되었다. 경상북도 안동대학교 박물관이 소장한다. 순 한글로 쓰여 있으며, 16세기 국어의 형태와 조선의 사회상을 엿볼 수 있는 중요한 자료이다.

## 전문[1]
다음은 임세권 안동대 사학과 교수가 풀어 쓴 편지 전문이다.
원이 아버님께 올림--병술년 유월 초하룻날, 집에서
당신 언제나 나에게 ‘둘이 머리 희어지도록 살다가 함께 죽자’고 하셨지요. 그런데 어찌 나를 두고 당신 먼저 가십니까. 나와 어린 아이는 누구의 말을 듣고 어떻게 살라고 다 버리고 당신 먼저 가십니까. 당신 나에게 마음을 어떻게 가져 왔고 또 나는 당신에게 마음을 어떻게 가져 왔었나요. 함께 누우면 언제나 나는 당신에게 말하곤 했지요. ‘여보, 다른 사람들도 우리처럼 서로 어여삐 여기고 사랑할까요.’ ‘남들도 정말 우리 같을까요.’ 어찌 그런 일들 생각하지도 않고 나를 버리고 먼저 가시는가요. 당신을 여의고는 아무리 해도 나는 살 수 없어요. 빨리 당신께 가고 싶어요. 나를 데려가 주세요. 당신을 향한 마음을 이승에서 잊을 수가 없고 서러운 뜻 한이 없습니다. 내 마음 어디에 두고 자식 데리고 당신을 그리워하며 살 수 있을까 생각합니다. 이 내 편지 보시고 내 꿈에 와서 자세히 말해 주세요. 꿈속에서 당신 말을 자세히 듣고 싶어서 이렇게 써서 넣어드립니다. 자세히 보시고 나에게 말해 주세요. 당신 내 뱃속의 자식 낳으면 보고 말할 것 있다 하고 그렇게 가시니, 뱃속의 자식 낳으면 누구를 아버지라 하라시는 거지요. 아무리 한들 내 마음 같겠습니까. 이런 슬픈 일이 하늘 아래 또 있겠습니까. 당신은 한갓 그곳에 가 계실 뿐이지만 아무리 한들 내 마음같이 서럽겠습니까. 한도 없고 끝도 없어 다 못 쓰고 대강만 적습니다. 이 편지 자세히 보시고 내 꿈에 와서 당신 모습 자세히 보여 주시고 또 말해 주세요. 나는 꿈에는 당신을 볼 수 있다고 믿고 있습니다. 몰래 와서 보여주세요. 하고 싶은 말 끝이 없어 이만 적습니다.

이 편지에 나오는 병술년은 1586년(선조 19년)으로, 임진왜란 6년 전이다.

## 매장, 발굴 배경[1]
편지를 받는 이인 '원이 아버님'은 고성 이씨 이응태(1556~1586)이며, 서른한 살에 요절했다. 부인은 이 편지와 병든 남편의 쾌유를 바라며 자신의 머리카락으로 삼은 미투리를 남편과 함께 묻었다.
이후 450년이 지나고 1998년, 안동시 정하동에 택지개발지구가 지정되었다. 개발을 위해 주인 없는 무덤을 이장하는 과정에서 안동대 박물관이 지표 조사를 하기로 예정이 되어 있었다. 그런데 안동 어느 문중에서 입향조의 무덤을 찾기 위해 무덤을 파다가 '철성 이씨(고성 이씨의 옛 이름)'라 적힌 무덤을 우연히 발견하고 고성 이씨 문중에 알렸다. 곧이어 고성 이씨 문중 입회 하에 발굴이 시작되었다.
부장물로는 편지와 미투리 말고도 원이가 입던 저고리, 원이 엄마의 치마, 형 이몽태가 아우에게 보내는 한시 '울면서 아우를 보낸다'와 부채, 이응태가 부친과 주고받은 편지 여러 통 등이 출토되었다. 발굴된 의복은 40여 벌에 이른다. 고성 이씨 족보에 이응태는 생몰년 미상, 묘 미상으로 적혀 있었는데, 이 편지와 형이 보낸 한시로 생몰년을 추정할 수 있었다. 부친과 주고받은 편지에서 전염병이 자주 언급되는 것으로 보아 이응태는 전염병으로 숨진 것으로 짐작된다. 미투리를 싼 한지에도 한글 편지가 적혀 있으나 훼손된 탓에 "이 신 신어보지도 못하고..." 등 일부 글귀만 식별된다.

## 이 편지로 확인할 수 있는 역사적 사실[1]
이응태가 부친과 편지를 자주 주고받은 것으로 미루어 그는 처가살이를 한 것으로 추측된다. 실제로 당시(임진왜란 이전)에는 처가살이가 흔했다. 이는 남녀가 동등한 대우를 받았음을 뜻한다.
또, 풀어 쓴 전문에서는 부인이 남편을 '당신'이라 부르지만, 원문에서는 '자내'(자네)라 이른다. 이로써 지금과 달리 임진왜란 이전에는 '자네'가 상대를 높이거나 동등하게 대하는 말이었음을 알 수 있다.

## 전시[1][2]
안동대학교 박물관은 '450년만의 외출'이라는 주제로 1998년 9월 25일에서 1999년 2월 말까지 특별 전시회를 열었으며, 이후 상설 전시하고 있다.

## 보도[1][2]
- KBS '미이라 그것이 알고 싶다'(1998. 5. 28)
- KBS 역사스페셜 '조선판 사랑과 영혼'(1998. 12. 12)
- 내셔널 지오그래픽 저널 2007년 11월호[3]
- 고고학 잡지 '앤티쿼티' 2009년 3월호 표지논문[4]
- 고고학 잡지 '아케올로지' 2010년 3/4월호[5]
- CCTV-4

## 같이 보기
- 중세 한국어
- ZUM 학습백과-원이 아버지께(이응태 부인 언가)
- 국사편찬위원회 우리역사넷-이응태 부인의 한글 편지[깨진 링크(과거 내용 찾기)]

## 주해
1. ↑  어떤 지역에 처음으로 정착한 사람 또는 조상을 이른다.
2. ↑  편지의 '병술 유월'에서 사망년도를, 형이 보낸 한시의 "아우와 함께 부모를 봉양한 지 31년"에서 나이를 알 수 있다.